# Katherina Holzheuer
Katherina Holzheuer (* 1941 in Posen) ist eine deutsche Bibliothekarin.

## Leben
Nach dem Abschluss der Schulausbildung studierte sie an der Bibliotheksschule in Berlin Büchereiwesen. Im Anschluss an das Examen kam sie in die Münchner Buchhandlung Kubon & Sagner. Von ihr wurde sie im Juli 1966 für ein zweimonatiges Praktikum nach Prag entsandt, um – mit dem Ziel ein tschechisches Antiquariat in München aufzubauen – Kontakte zu Buchhändlern zu knüpfen. Bei weiteren Studienreisen nach Prag vertiefte sie ihre Kenntnisse der tschechischen Literatur. Nach der Hochzeit mit einem Bibliotheksrat der Würzburger Universitätsbibliothek im Jahr 1972 übersiedelte sie in den Würzburger Vorort Gerbrunn und arbeitete als Bibliothekarin in der Stadtbibliothek Würzburg.
In über 30-jähriger Arbeit trug sie vor allem aus Prager Antiquariaten eine einzigartige Auswahl von etwa 1000 Werken deutschsprachiger böhmischer und tschechoslowakischer Schriftsteller aus dem Zeitraum von 1900 bis 1990 zusammen. 2005 entschied sie sich, ihre Sammlung dem neu entstehenden Prager Literaturhaus deutschsprachiger Autoren zu stiften, dessen Grundstock ihre Sammlung heute darstellt. Sie ist derzeit die vollständigste Sammlung ihrer Art in der Tschechischen Republik, die an einem Ort aufbewahrt wird.

## Ehrungen
- 30. September 2007: Ehrenbürgerschaft der Stadt Černošice
- 10. Juli 2009: Verdienstkreuz am Bande der Bundesrepublik Deutschland